# Donna (Teksas)
Donna je grad u američkoj saveznoj državi Teksas. Prema popisu stanovništva iz 2010. u njemu je živjelo 15.798 stanovnika.